# Kungshamn
Kungshamn is een plaats aan de Zweedse gelegen aan de westkust. De plaats is de hoofdplaats van de gemeente Sotenäs in het landschap Bohuslän en de provincie Västra Götalands län. In 2005 woonden er 2.871 mensen, over een oppervlakte van 206 hectare. De plaats haalt zijn inkomsten vooral uit de visserij en het toerisme. Een brug verbindt Kungshamn met het plaatsje Smögen.

## Verkeer en vervoer
Bij de plaats loopt de Länsväg 174.

## Voetnoten
1. ↑  (sv)  Tätort (17-02-2006). Zweeds Bureau voor Statistiek. Tätorter 2005. Bezocht op 13 april 2009.